# Kyros Vassaras
Kyros Vassaras - em grego, Κύρος Βασσάρας (Salonica, 1 de fevereiro de 1966) é um ex-árbitro de futebol grego. Esteve na Copa de 2002 (1 jogo) e também na Eurocopa de 2008.
Apitou também partidas da Liga dos Campeões da UEFA e também das Olimpíadas de Atenas, apitando a final masculina entre Argentina e Paraguai.

## Carreira
Virou árbitro da FIFA em 1998, e seu primeiro jogo foi a vitória da Áustria e San Marino por 7 a 0, em abril do ano seguinte. O primeiro torneio oficial que trabalhou foi o Mundial Sub-17 disputado na Nova Zelândia.
Na Copa de 2002, apitou a vitória da Costa Rica por 2 a 0 sobre a China. Foi seu único jogo em Copas, uma vez que foi preterido para a edição de 2006, disputada na Alemanha. Neste mesmo ano, foi eleito o melhor árbitro de seu país.
Voltaria a trabalhar em competições oficiais de seleções em 2008, na Eurocopa sediada em conjunto por Suíça e Áustria, apitando em 2 jogos. Em 2009, Vassaras foi pré-selecionado para a Copa de 2010, mas terminou preterido e, por isso, anunciou a aposentadoria como árbitro profissional aos 43 anos. Atualmente trabalha como chefe da comissão de arbitragem na Federação Romena de Futebol.